# Hundeviol
Hundeviol (Viola canina), ofte skrevet hunde-viol, er en flerårig, 5-30 cm høj plante i viol-familien. Arten er udbredt i Europa, Nordasien og Grønland. Hundeviol kan ligne kratviol, men hundeviol mangler bladroset ved grunden. Blomsterne er sædvanligvis blå med gullig spore.
I Danmark er hundeviol almindelig på bakker, tørre overdrev, vejkanter og grå klit.
 Hybridisering med rank viol (Viola persicifolia) kan forekomme og danne større, sterile bestande.